# Athysanella maycoba
Athysanella maycoba är en insektsart som beskrevs av Hicks och Blocker. Athysanella maycoba ingår i släktet Athysanella och familjen dvärgstritar. Inga underarter finns listade i Catalogue of Life.